# Aeroparque Jorge Newbery
Az Aeroparque Jorge Newbery vagy más néven a Jorge Newbery repülőtér (IATA: AEP, ICAO: SABE), Argentína egyik nemzetközi repülőtere, mely Buenos Aires közelében található. Éves utasforgalma 13 363 061 fő (2018).

## Futópályák
A repülőtér futópályái:
- 13/31 (2100 m, beton)

## Forgalom
Az utasforgalom az elmúlt években az alábbi módon változott:
| Utasok száma | 5 244 257 | 4 608 377 | 5 289 074 | 5 687 221 | 7 558 149 | 9 552 504 | 10 825 986 | 13 797 710 | 2 347 332 | 12 833 254 |
|              | 2001      | 2003      | 2006      | 2008      | 2010      | 2013      | 2015       | 2017       | 2020      | 2022       |

## Légitársaságok és úticélok
2025-ben az Aeroparque Jorge Newberyről az alábbi járatok indulnak (Utoljára frissítve: 2025-02-18):

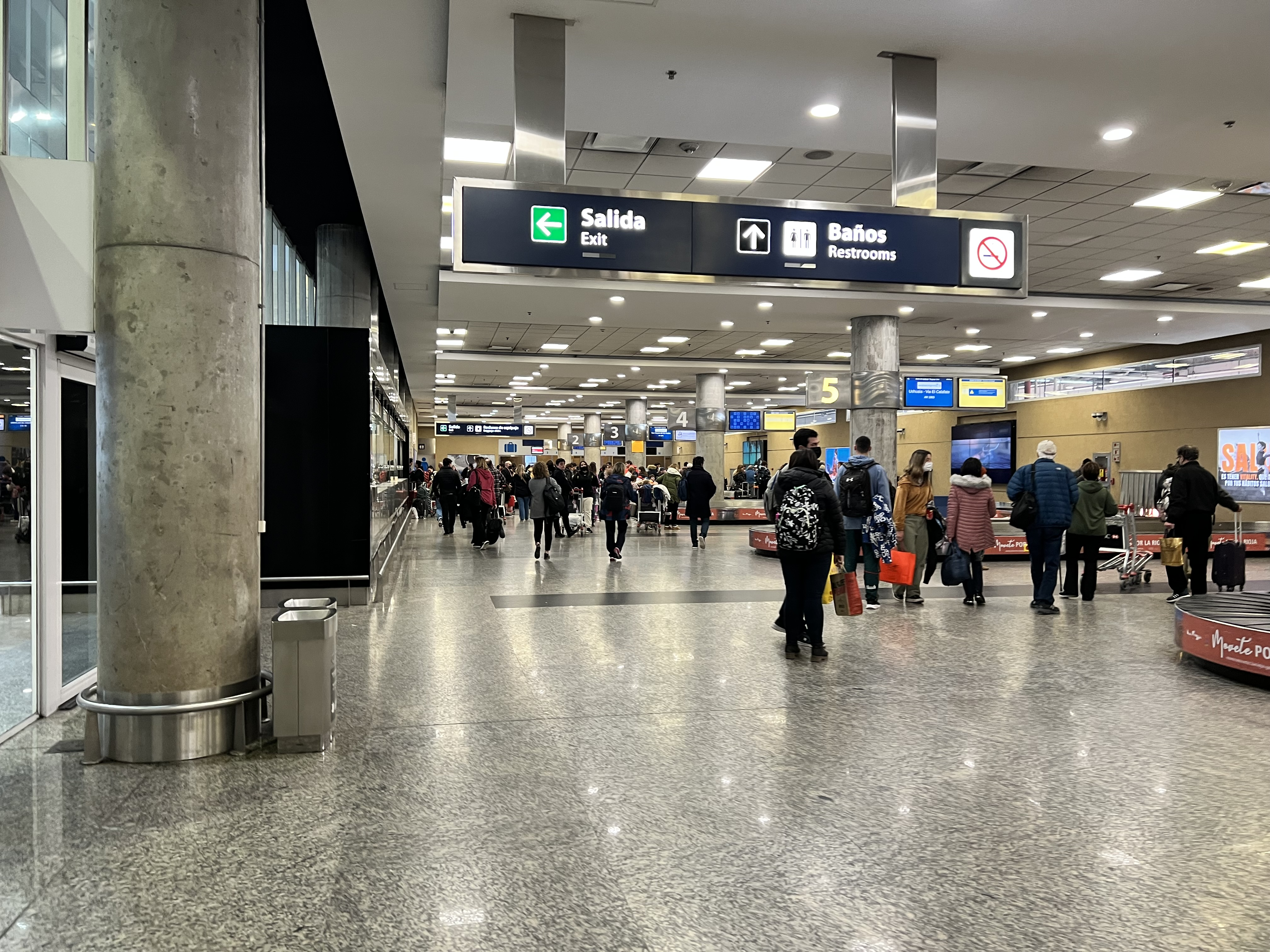

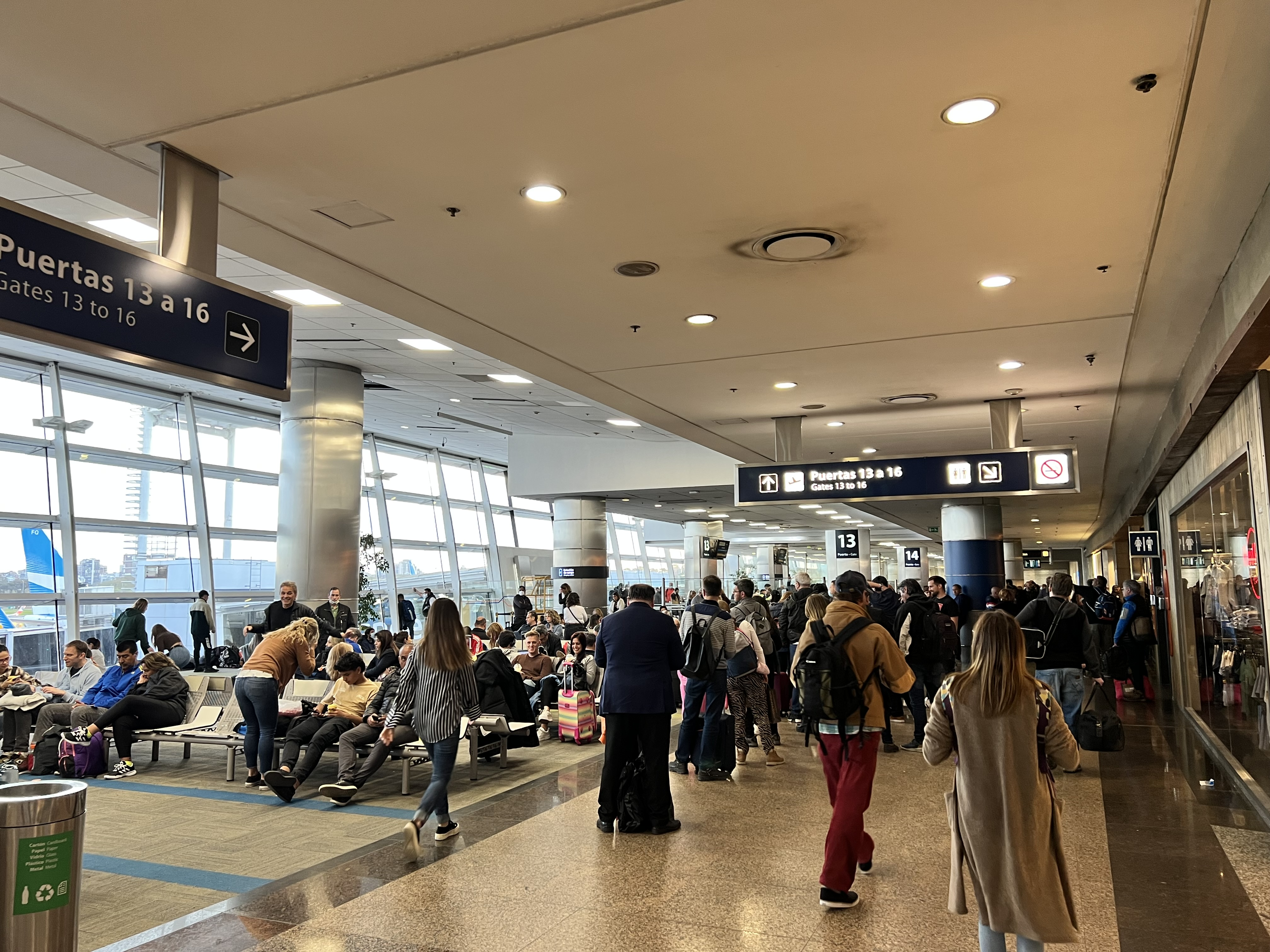
Belépőkapuk a repülőtéren

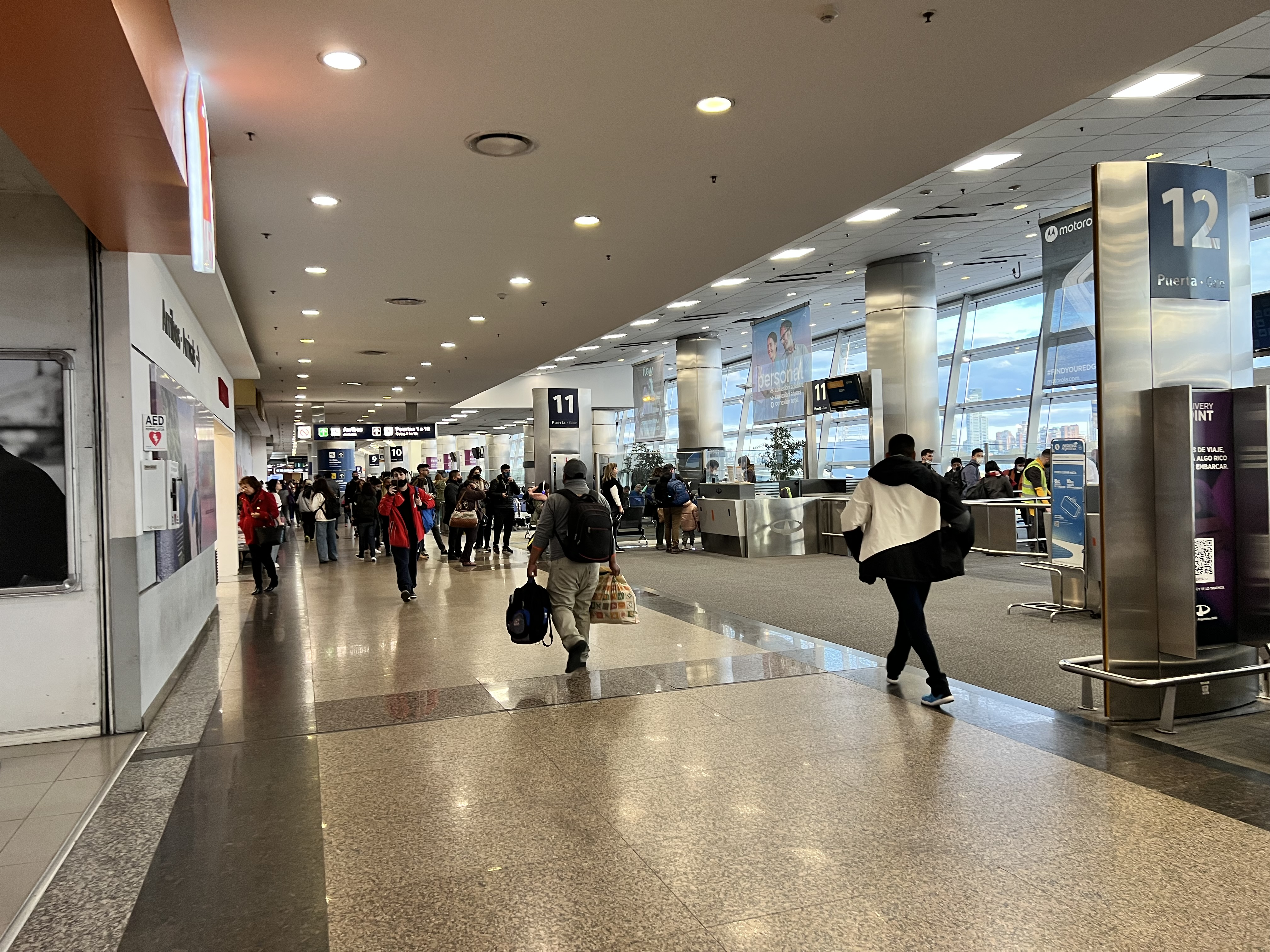
Belépőkapuk a repülőtéren

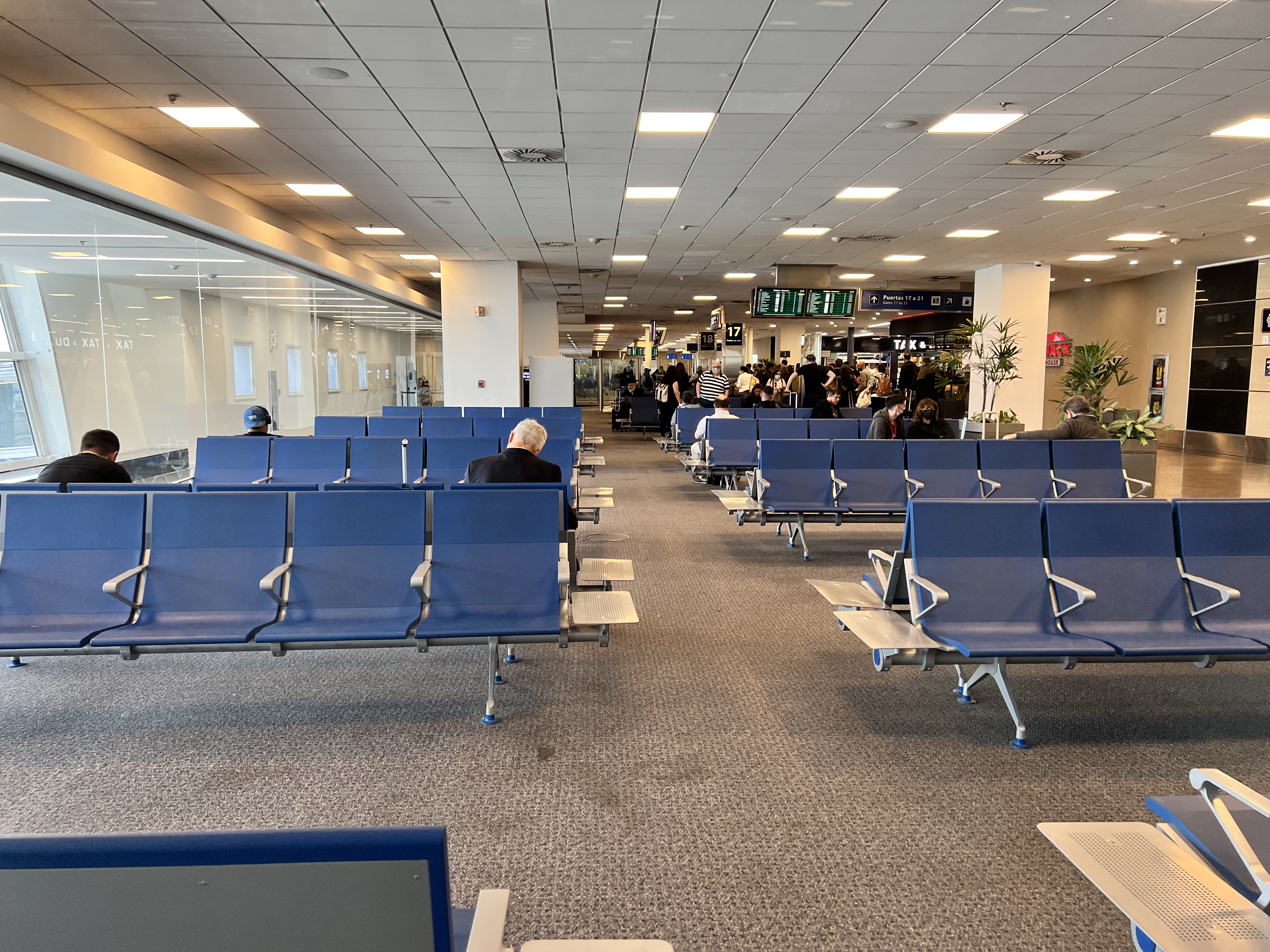
Nemzetközi belépőkapuk a repülőtéren

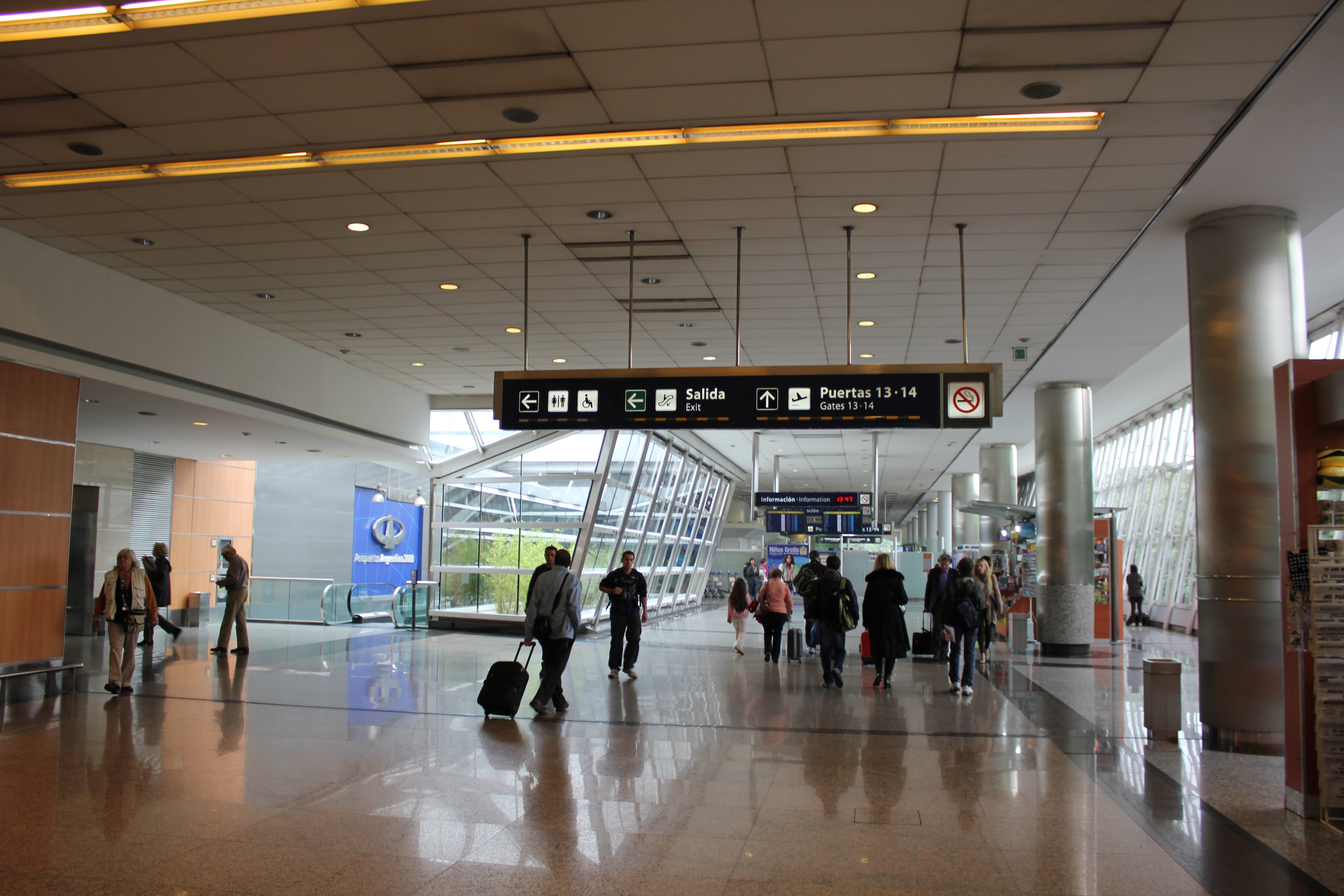

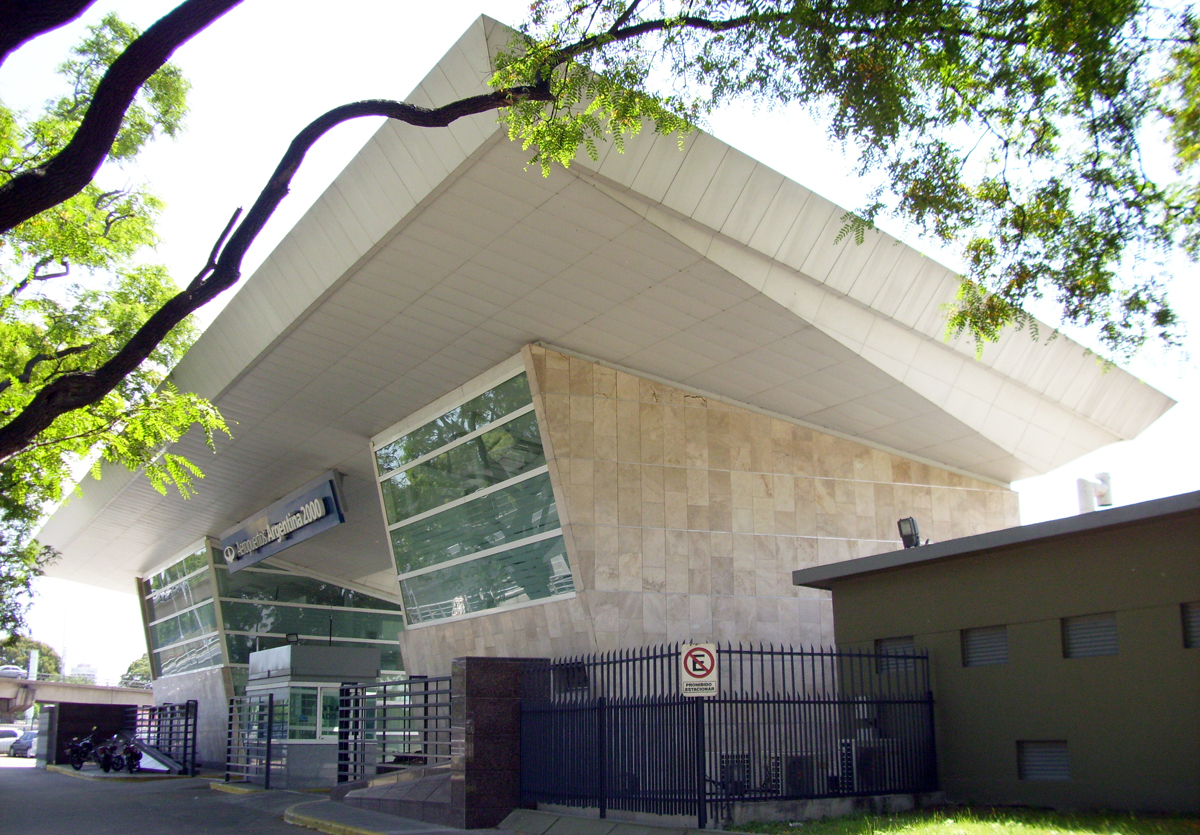
A déli terminál

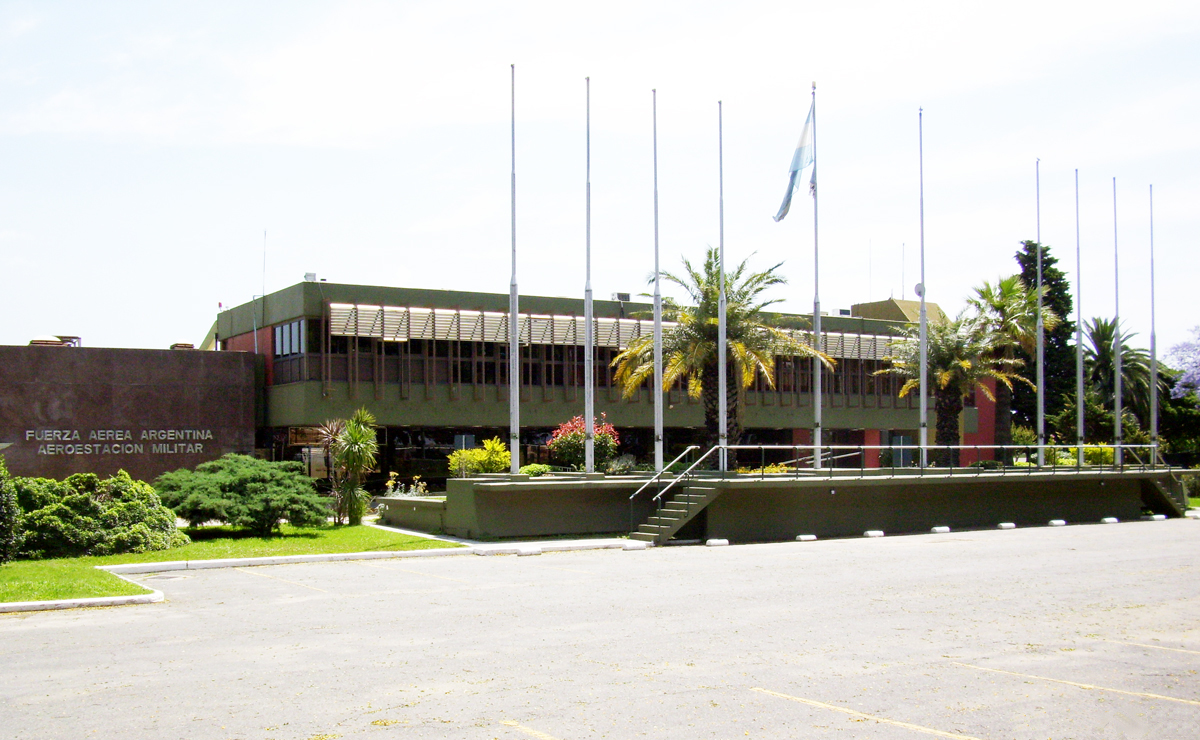

| Légitársaság          | Célállomások |
| --------------------- | --- |
| Aerolíneas Argentinas | Asunción, Bahía Blanca, Bogotá, Brasília, Catamarca, Comodoro Rivadavia, Córdoba (AR), Corrientes, Curitiba, El Calafate, Esquel, Formosa, La Rioja, Lima, Mar del Plata, Mendoza, Merlo, Montevideo, Neuquén, Paraná, Porto Alegre (újrakezdődik 2025 március 2-án), Porto Seguro, Posadas, Puerto Iguazú, Puerto Madryn, Punta del Este, Resistencia, Río Cuarto, Rio de Janeiro–Galeão, Río Gallegos, Río Grande, Rosario, Salta, Salvador da Bahia, San Carlos de Bariloche, San Juan (AR), San Luis (AR), San Martín de los Andes, San Rafael, San Salvador de Jujuy, Santa Cruz de la Sierra–Viru Viru, Santa Fe (AR), Santa Rosa (AR), Santiago de Chile, Santiago del Estero, São Paulo–Guarulhos, Termas de Río Hondo, Trelew, Tucumán, Ushuaia, Viedma Szezonális: Florianópolis[forrás?] |
| Avianca               | Bogotá |
| Flybondi              | Comodoro Rivadavia, Córdoba (AR), Corrientes, El Calafate, Florianópolis, Mendoza, Neuquén, Posadas, Puerto Iguazú, Puerto Madryn, Rio de Janeiro–Galeão, Salta, San Carlos de Bariloche, San Juan (AR), San Salvador de Jujuy, Santiago del Estero, São Paulo–Guarulhos, Tucumán, Trelew, Ushuaia Szezonális: Mar del Plata[forrás?] |
| Gol Linhas Aéreas     | Belo Horizonte–Confins (kezdődik 2025 április 2-án), Brasília (kezdődik 2025 március 31-én), Florianópolis, Fortaleza, Natal, Porto Alegre (kezdődik 2025 május 6-án), Recife, Rio de Janeiro–Galeão, São Paulo–Guarulhos, Salvador da Bahia |
| JetSmart Argentina    | Asunción, Córdoba (AR), Corrientes, El Calafate, Lima, Mendoza, Neuquén, Puerto Iguazú, Salta, San Carlos de Bariloche, San Martín de los Andes, Santiago de Chile, Tucumán, Ushuaia |
| JetSmart Chile        | Santiago de Chile |
| LADE                  | Bahía Blanca, Mar del Plata, Reconquista, San Carlos de Bariloche |
| LATAM Brasil          | São Paulo–Guarulhos |
| LATAM Chile           | Santiago de Chile |
| LATAM Perú            | Lima |
| Paranair              | Asunción |
| Sky Airline           | Santiago de Chile |